# 斯廷蒂诺
斯廷蒂诺（義大利語：Stintino），是意大利撒丁大区萨萨里省的一个市镇。总面积58.52平方公里，人口1321人，人口密度22.6人/平方公里（2009年）。ISTAT代码为090089。